# Lagg Bay
Lagg Bay är en vik i Storbritannien.   Den ligger i riksdelen Skottland, i den nordvästra delen av landet, 600 km nordväst om huvudstaden London. Lagg Bay ligger på ön Jura.